# سعر ثابت وسعر جاري
السعر الثابت هو مصطلح اقتصادي يستعمل في المحاسبات الوطنية. فعلى سبيل المثال نقول أن الناتج الداخلي الخام يتم حسابه عن طريق السعر الثابت فإنه يتم استعمال أسعار سنة معينة كمقياس ويتم الاعتبار أن الأسعار بقت كما هي أي بدون تضخم في السنوات التالية. تقوم هذه الطريقة بحساب الناتج الداخلي الخام من حيث الحجم.

## السعر الجاري
السعر الجاري هو مصطلح اقتصادي يستعمل في المحاسبات الوطنية . فعلى سبيل المثال نقول أن الناتج الداخلي الخام يتم حسابه عن طريق السعر الجاري لسنة 2000 مثلا عندما يتم استعمال الأسعار المتداولة لسنة 2000 لحساب هذا الناتج . عندما تستعمل هذه الطريقة في الحساب يؤخذ التضخم في عين الاعتبار .